# Stribeck-Pressung
Die Stribeck-Pressung (nach Richard Stribeck) ist die Flächenpressung zwischen einer zylindrischen Welle und der Lagerschale eines Gleitlagers. Sie gibt die Belastung des Gleitlagers an und wird berechnet als Belastungskraft bezogen auf den Durchmesser der Welle und die Breite der Lagerschale:
{\displaystyle p_{\text{Stribeck}}={\frac {F_{\text{quer}}}{d_{\text{Welle}}\cdot b_{\text{Lagerschale}}}}}
Der Begriff Stribeck-Pressung ist in der Fachliteratur selten genannt.